# 鄭濬
鄭濬（1469年—1531年），字克明，號峯西，福建福州府閩縣人，民籍，明朝政治人物。

## 生平
弘治五年（1492年）壬子科福建鄉試第六十七名舉人。弘治十五年（1502年）中式壬戌科會試第一百六十名，三甲第四十五名進士。初授永丰县知县，十七年甲子丁父喪，去职。正德二年（1507年）除服，改授常熟县知县，五年擢升户部主事，轉员外郎、郎中，遭祖母何氏喪去职。十二年改除工部，督赋税于苏松諸府，治河于徐州，十四年（1519年）升四川叙州府知府，以考察致仕。优游林下十余年，卒年六十三。

## 家族
曾祖鄭景順；祖父鄭文鑑；父鄭鋹，贈户部主事；母黃氏；繼母趙氏。具庆下。